# Daisy×Daisy
Daisy×Daisy（デイジーデイジー）は、日本の音楽ユニット。現在は、ボーカルのMiKA（ミカ、10月4日 - ）によるソロ・プロジェクトである。所属事務所は株式会社オフィスギャラクティカ（2014年1月1日より）。以前はポニーキャニオンアーティスツに所属していた。
結成当初は4人組のバンドであったが、1stライブ（1stライブDVDより前）後にベース、ドラムが脱退。以後、MiKA（ヴォーカル/作詞）とyuuki（ギター/作曲/作詞）のポップロックユニットとして活動していた。2008年9月10日にyuukiが脱退し、MiKAのソロ・プロジェクトとして再スタートした。ニコニコ動画で有名な作詞作曲陣と組み精力的に活動、アニメの主題歌やゲームのイメージソングを歌う。また、近年では絵本付きCDの制作やYouTubeでの活動も行っている。

## MiKA

### 10歳平和同盟
永遠に10歳を公言しており、公式ブログにて「10歳平和同盟」を立ち上げている。
10歳未満の子供達はいたずらな好奇心によって、10歳以上の大人達はしたたかな想いによって他人を傷つけてしまうが、そのどちらにも属さない10歳の気持ちを忘れず生きていこうという同盟である。
MiKAがその会長（かいちょ）、ひぃたんがマスコットボーイ、美し香（うつくしかおる、男装したMiKA）が委員長を務める。
現行のファンクラブ（2012年12月17日20時発足）の名称も「10歳平和同盟」である。

### ペット
ペットとして犬（チワワ、2011年11月9日 - 2023年12月21日）を飼っている。名前は「ひぃたん」であり溺愛している。2013年11月9日にはファンクラブ超限定イベントとして「ひぃたん」の誕生会を開催している。ひぃたんはブログやニコニコ生放送にも度々登場する。
「My little monster」にはひぃたんの声が収録されている。
2015年には海水魚の飼育を始めている。
2021年の配信にて「ぷりんすさん」（ペルシャ猫）が登場した。

### 長所
漫画を描くのを得意とし、オリジナルの漫画「超美少女せんしキャピルン」をブログで連載していた。現在は休載中であるが、絵本付きCDにてその才能を発揮している。
大食いである。特に、ピザ・唐揚げ・ラーメンなど、味の濃い食べ物を好む。

### 短所
方向音痴で地図が読めない。目標は「地図マスター」になることと明言している。
視聴者からのコメントで地図を製作するという「MAP10への道！」というニコニコ生放送も行っていた。
お酒を一滴も飲めない下戸である。但し、ノンアルコールでも飲酒している同席者を置いてく程の、ハイテンションとなることもある。

## 来歴

### Daisy×Daisy結成まで
声優で歌手の水樹奈々は実姉。実家が歌謡教室で、幼少時より演歌に親しむ。「天城越え」が得意。

### Daisy×Daisy結成以降
2005年
- ニッポン放送『西川貴教のオールナイトニッポン』のオーディション企画「OPPO JAM 2005」の最終選考に残り番組上で楽曲が披露された。また、着うた配信もされた。

2007年
- 4月 - Inter FM『just tune axiss』のメインパーソナリティを担当する（〜2008年番組終了）。
- 8月3日 - ミニアルバム『pieces』、『fate』をリリース。それに伴い三大都市圏（東京・大阪・名古屋）を廻るツアーを展開する。このツアーの模様を収録したDVD『“DREAM ROAD” TOUR 2007 〜pieces & Fate〜』を10月26日にリリース。
- 11月23日 - 渋谷BOXXにてワンマンライブを行う。このライブを収録したDVDを2008年5月9日リリース。

2008年
- 3月7日 - 1stシングル『Daybreak Believer』をリリース。
- 6月6日 - 2ndシングル『higher self / SWEET GIRL』をリリース。
- 9月10日 - yuukiが脱退し、MiKAのソロ・プロジェクトとして再スタートする。
- 10月3日 - 1st フルアルバム『Genesis & Rebirth』をリリース。収録曲『Eternal Revolution』は『HOT WAVE』のエンディングテーマに起用される。

2009年
- 2月4日 - 3rdシングル『Brave your truth』をリリース。オリコン週間インディーズチャート2位を獲得する。 この曲で2009年度年間オリコンインディーズチャート19位にランキングされる。
- 4月1日 - Shibuya O-EASTにて『AMG MUSIC presents REGIOS Meta Restration』に出演。『Brave your truth』を手がけた浅倉大介と共演し同曲を二人で歌った。
- 5月7日 - 高橋美佳子がパーソナリティを務めるインターネットラジオ『美佳子@ぱよぱよ』に出演。
- 6月30日 - AMG MUSICとのレーベル契約が終了。
- 7月26日 - 秋葉原にてイベント『ぷち☆ぱに』に出演。angela、長谷川明子と競演。
- 8月5日 - 王族BANDのアルバム『Royal Straight Flush』にFeaturing Vocal『ひなぎく』として参加。
- 8月9日 - 王族BANDのワンマンライブ「王族BAND LIVE !! in 横浜BLITZ 『Royal Straight Flush』」に参加。この模様はニコニコ動画で生放送され、2万人以上が視聴した。
- 8月13日 - 『SOUND☆PARK2009 ~何も聴こえなくて夏~』にVeilのメンバーとして出演[11]。
- 8月22日 - この日開催の「Daisuke Asakura Club Event Seq Virus 2009 G-Remix Night -DA METAVERSE 'n' GUNDAM-」用に、T.M.Revolutionの「INVOKE」「Meteor -ミーティア-」「ignited -イグナイテッド-」でカバーボーカルを務める（MiKA本人も観客として来場）。
- 12月16日 - MySpace ミュージックにてミニアルバム『Category』をリリース。myspace CDチャート1位を獲得する[12]。

2010年
- 11月23日 - ポニーキャニオンより『HOLY SHINE』でデビュー。
- 11月25日 - 『投稿道F vol.3』にMiKA作のマンガ「超美少女せんしキャピルン」が掲載される[13]。

2011年
- 2月19日 - 地元新居浜での初のイベントとなる『Daisy×Daisy「HOLY SHINE」発売記念ライブ＆サイン会』を開催。
- 3月12日 - 香港で行われた『C3 in HongKong 2011』にてライブ開催[14]。
- 5月29日 - VOCALOID FESTA02にてみんなのボカロ計画の表彰式、Daisy×Daisyのミニライブ開催[15][16]。MiKAが音声を提供するVOCALOID「リング・スズネ」が紹介されたが、後に開発中止となり、発売には至っていない。
- 7月31日 - ブラジルで行われた『Super-Con 2011』にてライブ開催[17]。
- 11月5日 - ベルギーで行われたヨーロッパ最大の日本文化とエンターテインメントのフェスティバル『Japan Expo Belgium』に出演[18]。
- 11月16日 - 1st アルバム 『Daisy×Daisy』をリリース。
- 11月24日 - iPad向け音楽ゲームアプリ『REFLEC BEAT plus』にて「Daisy×Daisy PACK」と題し「永久のキズナ feat. Another Infinity」「萌え度120％ feat. Tom-H@ck」「Lovers Game feat. Mitchie M」「CROSS†BREAKER feat. RYU （BLOOD STAIN CHILD）」の4曲が収録される。

2012年
- 7月20日 - 中国で行われた『第4回深圳動漫節』にてライブ開催[19]。
- 9月19日 - Sound Horizon Revoのプロジェクト「Linked Horizon」の『ルクセンダルク大紀行』にゲストボーカルとして参加。
- 11月25日 - 横浜アリーナで行われた『Revo Linked BRAVELY DEFAULT Concert』に出演。

2013年
- 4月13日 - 新居浜市民球場にて愛媛マンダリンパイレーツ開幕戦の始球式と国歌斉唱に登場[20]。
- 7月17日 - Linked Horizon トーク＆ライブイベント「自由への進撃」にゲスト出演。
- 10月26日 - Linked Horizon ハロウィンライブ「Revo's Halloween Party」にゲスト出演。

2014年
- 1月1日 - 放送作家であり音楽プロデューサーでもあるかながわIQがDaisy×Daisyのプロデューサーに就任[21]。
- 2月27日 - PS3/PS Vita専用ソフト「影牢 〜ダークサイド プリンセス〜」（コーエーテクモゲームス）にてテーマソング/エンディング担当。

2015年
- 4月15日 - 4月に入り、喉の調子が芳しくない状態で、医師に相談しつつ日々の活動を行い、2度のワンマンライブを迎え、その後、本人の声は音を発しなくなってしまい、『急性声帯炎』と診断された[22]。翌月に声帯炎を完治[23]。
- 8月14日 - コミックマーケット88にてシャフト製作のアニメ「まじかるすいーと プリズム・ナナ」OVAシリーズ7作の歌唱を担当する事が発表される[24]。
- 9月16日 - MiKAが長年構想していた絵本付きCD 『幸せな女神さま。』をリリース。絵本の企画/構成/作/画の全てをMiKAが手がけ、そのストーリーを元に各作曲家が曲を提供している。
- 10月4日 - 『Daisy×Daisyワンマンライブ -ULTIMATE EVOLUTION 2015- tour FINAL in MiKA's Birth Day Day!!!』の物販にて、初の水着ショットを含む写真集『10歳物語I』を販売[25]。後日オンライングッズショップで再発売されたが[26]、即時完売となった[27]。
- 10月24日 - Daisy×Daisyのマスコットキャラクター『でぃP』のLINEスタンプをMiKA自身が作成[28]。

2016年
- 2月13日 - 「ANIMAX MUSIX 2016 OSAKA」（グランキューブ大阪にて開催）出演[29]。
- 2月17日 - 絵本付きCD 第二弾 『わたしとお星さま。』をリリース。
- 7月13日 - 絵本付きCD 第三弾 『太陽とお姫さま。』にて、Daisy×Daisyが歌うアニメ「FAIRY TAIL」の主題歌「永久のキズナ」を作曲したStarving Trancer（Another Infinity）、そしてアニソン界で活躍するシンガーソングライターMinamiが作曲で参加。Minamiが楽曲提供するのは稀有な事であるが、MiKAとプライベートでも親交が深い事、前作の「わたしとお星さま。」に感銘を受けた事が理由である[30]。

2017年
- 1月25日 - 絵本付きCD第四弾『僕の大キライな宝もの。』をリリース。前作に引き続きMinamiが作曲で参加。
- 6月28日 - 絵本付きCD第五弾『僕が今日とさよならした日。』をリリース。和やオリエンタルを基調とした楽曲や絵本が特徴。
- 10月7日 - 地元愛媛では初のワンマンライブとなる『Daisy×Daisy10回ライブ★2017 ～10回目の10歳・十歳式2017～』を開催[31]。
- 12月20日 - 『THEカラオケ★バトル』”最強女子ボーカリストカップ” 初出演 準優勝

2018年
- 1月13日 - Linked Horizon Live Tour『進撃の軌跡』総員集結 凱旋公演　ゲスト出演
- 1月22日 - ブラジルで行われた「Anime Dreams Celebration 2018」にてライブ開催[32]。
- 1月25日 - チリにて初のワンマンライブ開催[33]。
- 1月29日 - ブラジルで行われた「AnimaRecife 2018」にてライブ開催[34]。
- 2月28日 - 『THEカラオケ★バトル』”2018春のグランプリ最終枠争奪戦” 優勝[35]。

2019年
- 2月5日 - 『第70回さっぽろ雪まつり』HBCフィンランド広場にて北海道で初のイベントとなるミニライブを2日間開催[36]。
- 6月27日 - DaisyxDaisyチャンネルにて『デイジーチャン』の配信を開始、YouTuberデビュー
- 7月26日 - Windows/Androidゲーム『流星ワールドアクター』にて主題歌を担当。

2020年
- 5月18日 - グテ役『真実のONE』を担当した『ハイドラ-３０』の楽曲全集が発売。
- 5月20日 - YouTubeにてゲーム実況を開始。
- 6月10日 - テーマソング『umbra rex』を担当した『アンノウンブライド』がサービス開始。
- 10月30日 - ふかみ凪ルート主題歌『おんなじ気持ち、ほんとの気持ち』を担当した『まいてつ Last Run!!』が発売。

2021年
- 5月27日 - テーマソング『X OVER』を担当した『オーバーエクリプス』がサービス開始。
- 6月25日 - 主題歌『凍蒼』を担当した『流星ワールドアクター Badge & Dagger』が発売。
- 6月26日 - シングル『君は幸せ』をリリース。リリース記念ライブを開催。

2023年
- 1月1日 - 平林龍とのユニット「TOKYO NEVERENDING STORY」を結成。
- 11月11日 - 10周年を迎えたプリズム・ナナとのコラボライブ「Magical sweet collaboration☆Daisy×Daisy×プリズム・ナナ」を開催。

2024年
- 10月4日 - 『碧のヒカリ』配信リリース。
- 12月15日 - 『千年海唄』配信リリース。

2025年
- 4月5日 - 『約束の詩』配信リリース。

## ディスコグラフィ

### シングル
インディーズシングル
| 枚   | 発売日         | タイトル                   | 規格品番    | 最高位 |
| ---- | -------------- | -------------------------- | ----------- | ------ |
|      | 2005年10月4日  | SOLID DREAM                |             | 圏外   |
|      | 2006年12月30日 | ANGEL                      |             | 圏外   |
| 1st  | 2008年3月7日   | Daybreak Believer          | axsCD-012   | 圏外   |
| 2nd  | 2008年6月6日   | higher self / SWEET GIRL   | axsCD-017   | 圏外   |
| 3rd  | 2009年2月4日   | Brave your truth           | AMG-7001    | 42位   |
| 4th  | 2014年6月21日  | ココロ-ノ-オト             | GMZX-10001  | 179位  |
| 5th  | 2014年12月10日 | ULTIMATE EVOLUTION         | GMZX-10002  | 79位   |
| 6th  | 2015年4月15日  | RED EXiSTENCE              | GMZX-10003  | 74位   |
| 7th  | 2015年9月16日  | 幸せな女神さま。           | GMZX-10004  | 98位   |
| 8th  | 2016年2月17日  | わたしとお星さま。         | GMZX-10005  | 75位   |
| 9th  | 2016年7月13日  | 太陽とお姫さま。           | GMZX-10006  | 50位   |
| 10th | 2017年1月25日  | 僕の大キライな宝もの。     | GMZX-10007  | 100位  |
| 11th | 2017年6月28日  | 僕が今日とさよならした日。 | GMZX-10008  | 154位  |
| 12th | 2018年7月25日  | はじまりはボクのなかに。   | GMZX-10009  |        |
| 13th | 2019年3月20日  | イロトリドリ。             | GMZX-10010  |        |
| 14th | 2021年6月26日  | 君は幸せ                   | GMZX-10011  |        |
| 15th | 2023年10月4日  | ANGER BATTLE               | GMZX-10012  |        |
| 16th | 2024年4月10日  | I'm "I"                    | ODDRD-10001 |        |
| 17th | 2024年8月3日   | 赤のBLAZE                  | ODDRD-10002 |        |
| 18th | 2024年12月15日 | Étoile                     | ODDRD-10003 |        |

メジャーシングル
| 枚  | 発売日         | タイトル                            | 規格品番   | 規格品番   | 最高位 |
| 枚  | 発売日         | タイトル                            | 初回限定盤 | 通常盤     | 最高位 |
| --- | -------------- | ----------------------------------- | ---------- | ---------- | ------ |
| 1st | 2010年11月23日 | HOLY SHINE                          | PCCA-03310 | PCCA-03311 | 95位   |
| 2nd | 2011年4月20日  | 防衛本脳／Evidence                  | PCCA-03386 | PCCA-03387 | 47位   |
| 3rd | 2011年10月19日 | 永久のキズナ feat. Another Infinity | PCCA-03492 | PCCA-03493 | 30位   |
| 4th | 2012年3月21日  | チズノアリカ／私の生きる意味        | PCCA-03581 | PCCA-03582 | 45位   |
| 5th | 2012年12月19日 | ミラヰアカヅキ                      | PCCA-03761 | PCCA-70352 | 64位   |

### アルバム
メジャーアルバム
| 枚   | 発売日         | タイトル                     | 規格品番   | 最高位 |
| ---- | -------------- | ---------------------------- | ---------- | ------ |
| 1st  | 2011年11月16日 | Daisy×Daisy                  | PCCA-03501 | 47位   |
| 2nd  | 2013年3月20日  | Dangerous×Dizzy×Daisy        | PCCA-03810 | 173位  |
| BEST | 2013年11月27日 | TWINKLE BOX Daisy×Daisy BEST | PCCA-03947 | 191位  |

インディーズミニアルバム
| 枚  | 発売日         | タイトル                      | 規格品番  | 最高位 |
| --- | -------------- | ----------------------------- | --------- | ------ |
|     | 2006年8月27日  | DAISY×DAISY limited edition   |           | 圏外   |
| 1st | 2007年8月3日   | pieces                        | axsCD-009 | 圏外   |
| 2nd | 2007年11月3日  | Fate                          | axsCD-010 | 圏外   |
| 3rd | 2009年12月16日 | Category                      |           | 圏外   |
| 4th | 2010年2月26日  | answer to the master          |           | 圏外   |
|     | 2010年6月27日  | Category×answer to the master |           | 圏外   |

インディーズアルバム
| 枚  | 発売日        | タイトル          | 規格品番   | 最高位 |
| --- | ------------- | ----------------- | ---------- | ------ |
| 1st | 2008年10月3日 | Genesis & Rebirth | axsCD-022  | 圏外   |
| 2nd | 2014年8月27日 | REACTIVATION      | GMZX-20001 | 159位  |

### DVD
1. “DREAM ROAD” TOUR 2007 〜pieces & Fate〜（2007年10月26日）
2. Daisy × Daisy LIVE 2007 〜新たなる旅立ち〜I（2008年5月9日）
3. Daisy × Daisy LIVE 2007 〜新たなる旅立ち〜II（2008年5月9日）

### 参加作品

#### CD
- 王族バンド『ロイヤル ストレート フラッシュ』
- Veil『Veil ∞ DENPA!!!』
- 有形ランペイジ『有形世界リコンストラクション』
- Linked Horizon『ルクセンダルク大紀行』

「Theme of the Linked Horizon」「ルクセンダルク紀行」「純愛 十字砲火 [Long Version]」のボーカルを担当
- Sound Horizon『ハロウィンと夜の物語』

コーラス・ボイスを担当
- ゆずひこ『Primoire』
- Starving Trancer『ながれ星笑顔 / Starving Trancer feat. Daisy×Daisy』
- まじかるすいーとプリズム・ナナ 星空編 ボーカルアルバム  - MusicBrainz

#### BD/DVD
- SOUND ∞ RESTORATION AD
- テイルズ オブ フェスティバル 2012
- ルクセンダルク紀行
- The Assorted Horizons 初回限定デラックス盤

#### その他
- MERMAID LIVE ハイドラ-30楽曲全集

### 提供

#### 作詞
- シブヤDOMINION
  - adolescence
  - LEGEND BIRTH

## タイアップ

### 歌
| 楽曲                                | タイアップ                                                                     |
| ----------------------------------- | ------------------------------------------------------------------------------ |
| higher self                         | アミューズメントメディア総合学院CMソング                                       |
| Eternal Revolution                  | テレビ埼玉『HOT WAVE』2008年9月度エンディングテーマ                            |
| Brave your truth                    | テレビアニメ『鋼殻のレギオス』オープニングテーマ                               |
| HOLY SHINE                          | テレビアニメ『FAIRY TAIL』エンディングテーマ                                   |
| Evidence                            | テレビアニメ『FAIRY TAIL』オープニングテーマ                                   |
| 永久のキズナ feat. Another Infinity | テレビアニメ『FAIRY TAIL』オープニングテーマ                                   |
| チズノアリカ                        | ブラウザーゲーム『テイルズ オブ ザ ワールド ダイスアドベンチャー』テーマソング |
| ヤキモチときどき晴れ                | VOCALOID「リング・スズネ」公式デモソング                                       |
| 星空コネクション                    | OVA『まじかるすいーと プリズム・ナナ』テーマソング                             |
| Princess of Fate                    | PS3/PS Vita用ゲーム『影牢～ダークサイドプリンセス～』イメージソング            |
| 星空メモリアル                      | OVA『まじかるすいーと プリズム・ナナ 星空編』エンディングテーマソング          |
| Melty Heart                         | PCゲーム『ワルキューレロマンツェ Re:tell』主題歌                               |
| RED EXiSTENCE                       | PS3/PS4/PS Vita用ゲーム『影牢 ～もう1人のプリンセス～』テーマソング            |
| Cherish                             | PCゲーム『ワルキューレロマンツェ Re:tell II』主題歌                            |
| 流星ドリーマー                      | PRISM NANA THE ANIMATION VOL.1 夢叶えたい…!? 希望のアドバンス［前編］          |
| 花とダイヤモンド                    | PRISM NANA THE ANIMATION VOL.1 夢叶えたい…!? 希望のアドバンス［前編］          |
| 希望の神剣-HIKARI NO YAIBA-         | CR桃剣斬鬼 あたし！鬼にはめっぽう強いんですぅ                                  |
| Resistance                          | PCゲーム『Deep One』挿入歌                                                     |
| 蒼い月                              | Windows/Androidゲーム『流星ワールドアクター』挿入歌                            |
| Unbreakable Night                   | Windows/Androidゲーム『流星ワールドアクター』グランドエンディング主題歌        |
| おんなじ気持ち、ほんとの気持ち      | Windowsゲーム『まいてつ Last Run!!』「凪ふかみルート」OP                       |
| umbra rex                           | Android/iOSゲーム『アンノウンブライド』テーマソング                            |
| 凍蒼                                | Windows/Androidゲーム『流星ワールドアクター Badge & Dagger』主題歌             |
| X OVER                              | Android/iOSゲーム『オーバーエクリプス』テーマソング                            |
| Endless World                       | オンラインゲーム『流星ワールドアクター The Strange World』オープニングテーマ   |

### エアギター
2010年「エアギターサマソニ限定予選」にてDaisy×Daisyが初めて「日本エアギター選手権」のMCを担当し、2013年以降2017年までは毎年MCを担当している。決勝大会ではミニライブを行うことも多い。
2014年よりDaisy×Daisyの企画により生まれた「エアギターDaisy×Daisy杯」が開催されている。上位入賞者にはDaisy×Daisyのライブにエアギター担当のバンドメンバーとして参加する権利が与えられる。

## 出演

### ラジオ
- 美佳子＠ぱよぱよ 第406回（アニメイトTV：2009年1月31日）
- A&Gメディアステーション こむちゃっとカウントダウン（文化放送：2009年1月31日）
- Daisy×Daisy10歳ガッサイ（ニッポン放送：2010年12月5日 20:30-21:00）
- K・WEST ENTAME GENERATION（bayfm：2011年4月13日）
- アーティスト･セルフ･ポートレート（USEN C-26：2011年10月17日）[48]
- オールナイトニッポンGOLD app10.jp（ニッポン放送 他：2011年10月 - 2012年3月30日（ニコニコ生放送ナビゲーター担当））
- アーティスト･セルフ･ポートレート（USEN C-26：2013年3月18日）
- Daisy×Daisy MiKAの10歳×満喫!! ”真夏の夜の幻影”SPECIAL!（響-HiBiKi-：2013年7月26日）
- あませらげ！東京！（超！A&G+：2013年8月19日）
- HOT MUSIC COLLECTION（FMうらやす：2015年1月3日）
- ノン子とのび太のアニメスクランブル（超！A&G+：2015年3月26日）
- アニメロティック（HBCラジオ：2019年2月9日[49]）

### Web
- かながわＩＱとピョコタンのビックリ汁（ニコニコ生放送：2010年7月22日）
- 友達何人できるかな!? 〜脱! 自宅警備計画〜（ニコニコ生放送：2011年10月4日 - 12月27日）
- ドリームクリエイター #25（ニコニコ生放送：2011年10月15日）[50]
- ニコラジ水曜日（ニコニコ生放送：2011年11月16日）[51]
- 友達まだまだできるかな? 〜続! 自宅警備計画〜（ニコニコ生放送：2012年1月17日 - 10月16日）[52]
- ドラゴンストリームVol.15（Ustream：2012年10月15日）[53]
- Daisy×Daisy デビュー3周年＆ベスト盤発売記念“これまでの私が丸裸”スペシャル（ニコニコ生放送：2013年11月6日 - 11月27日、全4回）[54]
- 【Ceo'sキッチン】2014_4/09 あらゆる食材をチーズフォンデュ×チョコフォンデュに（ニコニコ生放送：2014年4月4日）[55]
- 電人☆ゲッチャ！（ニコニコ生放送：2015年3月26日）
- ニコラジ水曜日（ニコニコ生放送：2015年4月15日）[56]

### OVA
- まじかるすいーと プリズム・ナナ 星空編（2016年、ヒナ）

### ゲーム
- 影牢 〜もう1人のプリンセス〜（2015年3月26日発売、PS4・PS3・PS Vita） - ミレニア 役（MiKA）[57]

### テレビ
- Girls Pop'n Party（チバテレビ 2011年10月3日 歌唱曲：永久のキズナ feat. Another Infinity）
- THEカラオケ★バトル（テレビ東京 2017年12月20日[58]・2018年2月28日・2018年3月28日・2018年6月6日・2018年10月17日・2019年3月6日・2019年9月1日）

## 関連人物

### 作家
- 栗林みな実 - DESERT ROSE、Starry angel
- DECO*27 - 防衛本脳
- 40mP - Evidence、ナイトメア
- 164 - ナイトメア
- Another Infinity/幽閉サテライト・幽閉カタルシス - 永久のキズナ、笑顔をなぞって、ヤキモチときどき晴れ
- 中原龍太郎
- Starving Trancer
- Mayumi Morinaga（森永真由美） - 笑顔をなぞって
- Mitchie M - Lovers Game
- らっぷびと - キラキラシューティング
- Tom-H@ck - 萌え度120%
- BLOOD STAIN CHILD - CROSS†BREAKER
- デッドボールP - 名前を付けて保存
- cosMo@暴走P - 名前を付けて保存
- おにゅうP - メルカトル
- ピノキオP - メルカトル
- 亜沙 - 水面、星読みエンドラバー、きっと宇宙の片隅で
- 平林龍 - 私の生きる意味、愛する人。

### サポートメンバー
2015年、サポートバンドメンバーを幻影壱拾歳樂器團（げんえいじゅっさいがっきだん）と名付けている。
| 名前             | 愛称                   | 担当                         | 参加時期                                                      |
| ---------------- | ---------------------- | ---------------------------- | ------------------------------------------------------------- |
| SHO-TA(神谷頌太) | しょーくん、しょーきち | ドラム、マニピュレーター     | Daisy×Daisy Valentine Special 2days LIVE 2014～Reactivation～ |
| 江畑コーヘー     | エヴァたん             | ギター                       | Daisy×Daisyワンマンライブ - ULTIMATE EVOLUTION 2015 -         |
| 夢時             | ゆめさん               | ギター                       | 絵本付CD第７弾リリース記念ワンマンライブ！（2019年）          |
| 目黒郁也         | いっくん               | ベース                       | LITTLE PARADE（2014年）                                       |
| 村田5-low悟郎    | ゴロりん               | ベース                       | Daisy×Daisy１０回ライブ★２０１７                              |
| 太田卓真         | トロタク               | ピアノ                       | 『はじまりはボクのなかに。』リリース記念ライブ（2018年）      |
| 岩切信一郎       | しんちゃん             | ベース                       | Daisy×Daisy１０回ライブ★２０１７                              |
| Nash             | なっちゃん             | マニピュレーター、ギター     | Daisy×Daisy Valentine Special 2days LIVE 2014～Reactivation～ |
| N2               | N2ぃ（えぬにぃ）       | ギター                       | LITTLE PARADE（2014年）                                       |
| 坂本光久         |                        | ギター                       | １０歳平和同盟 夏の集会～ポロリもあるヨ～（2012年）           |
| 鬼丸             |                        | ギター                       | Daisy×Daisy ワンマンライブ～ Never say never ～（2011年）     |
| 須賀勇介         |                        | DJ、ギター、マニピュレーター | Daisy×Daisy ワンマンライブ～ Never say never ～（2011年）     |
| 広末慧           |                        | ギター                       | 「防衛本脳／Evidence」発売記念インストアイベント（2011年）    |
| ティッシュ姫     |                        | ベース                       | 「防衛本脳／Evidence」発売記念インストアイベント（2011年）    |
| テロ             |                        | ドラム                       | 「防衛本脳／Evidence」発売記念インストアイベント（2011年）    |